# The Fischer King
The Fischer King è una compilation di due CD di Wild Man Fischer pubblicata nel 1999.

## Tracce

### Disco 1
1. A Word from Larry - 0:14
2. Go to Rhino Records - 0:56
3. My Name Is Larry - 3:22
4. Jimmy Durante - 1:11
5. I Light the Pilot - 0:36
6. Josephine - 0:33
7. Do the Wildman - 1:39
8. I'm a Truck - 0:35
9. Sir Larry - 1:02
10. Who's Your Favorite Singer - 1:24
11. Go to Rhino Records (Live) - 1:57
12. Handy Man - 2:51
13. Disco in Frisco - 2:50
14. Do the Wildman (And Other Dances) - 2:12
15. I'm Selling Peanuts for the Dodgers - 1:12
16. I'm the Meany - 1:21
17. Wild Man Fischer Impersonation Contest - 1:49
18. Guitar Licks - 1:41
19. What Do You Think of Larry? - 0:40
20. Young at Heart - 1:39
21. My Name Is Larry (Reprise) - 1:38
22. A Few Minutes with Larry at Dodger Stadium - 9:20
23. Pronounced Normal - 2:59
24. Don't Be a Singer - 1:53
25. It's Nice to Have Things - 2:25
26. I Swear to God My Love Was True - 0:36
27. Talking -3:05
28. Watch Out for the Sharks - 0:48
29. When You're Younger - 0:47
30. Yesterday - 1:54
31. Fish Heads - 0:35
32. Mistakes - 0:31
33. Frank - 2:38
34. It's a Money World - 2:38
35. The Mope, Part 2 - 1:01
36. The Righteous - 0:47
37. Oh Linda, No Laurie - 2:17
38. The Bouillabaisse - 2:19
39. One Minute - 0:12
40. In My Room - 2:20
41. I'm a Christman Tree - 0:24
42. Let Us Live As One - 1:12
43. Pronounced Normal (Reprise) - 1:07
44. My Sweet Little Cathy - 3:21
45. I Got a Camera - 1:06
46. Do the Salvo - 0:28
47. Another Word from Larry - 0:07

### CD 2
1. Yet Another Word from Larry - 0:07
2. I'm a Christmas Tree - 1:08
3. A Few More Minutes with Larry at Dodger Stadium - 10:16
4. God, Send Me Leonard and Sandra - 0:27
5. Hello Eileen, It's Larry - 1:12
6. Teenage Idol - 2:30
7. People - 2:18
8. Intro - 0:34
9. Dearilroaded - 1:03
10. Landy and the New Wave - 1:53
11. Sparkling Diamonds - 1:00
12. Music Business Shark - 1:15
13. Don't Ever Get Mad at Me - 1:17
14. My Friend Robert - 1:03
15. The Omar Walk - 0:48
16. I Looked Around You - 1:22
17. Oh God, Please Send Me a Kid - 1:15
18. Back in Time - 2:24
19. Track Star - 0:45
20. I Got a Camera - 0:36
21. Scotty's Got a Cake - 1:12
22. Walking Throught the Underground - 1:21
23. Merry-Go-Round - 1:35
24. You're a Liar and a Thief - 0:43
25. All I Think About Is You - 1:57
26. Outside the Hospital - 3:34
27. Big Boots - 0:54
28. Ping Pong Ball Head - 1:30
29. Real Cool Cowboy - 1:45
30. One of a Kinf Mind - 0:46
31. The Record Player Song - 0:36
32. When You Record Singers - 0:54
33. Wild Man Fischer Records - 1:39
34. Gimme a Ride Down the Hill - 1:45
35. Bad Leg - 1:17
36. I Worry About My Friends - 0:34
37. The Rain Song - 1:40
38. The Pep - 0:34
39. Love, Love, Love in Everything You Do - 0:58
40. Larry In Las Vegas - 4:20
41. Outro - 0:05
42. Scotty's Got a Cake (Alternate Version) - 1:08
43. I'm Sorry, Frank Zappa - 0:42
44. My Mother Was Right - 0:08
45. Don't Ever Get Mad at Me - 1:08
46. Last Man in the City - 1:22
47. I Wish I Was a Comic Book - 0:31
48. Norman - 2:39
49. I Gotta Quit the Music Business, Bye Art, Bye Harold - 0:29
50. It's a Hard Business - 2:42
51. Flaming Carrot Theme Song - 1:18
52. Great Big Man - 0:59
53. A Final Word from Larry - 0:10